# Westlands (dialect)
Westlands is een groep Zuid-Hollandse dialecten die gesproken worden in het Westland, een streek tussen Den Haag en Rotterdam.
De dialecten hebben veel overeenkomsten met het Haags en het Rotterdams, maar verschillen er ook veel van, door bijvoorbeeld de rollende r (in plaats van de brouw-r uit de steden). Bovendien bewaren ze meer Oud-Hollands taaleigen: er komen mutaties in voor van korte klinkers (mos 'mus', orrete 'erwten') en woorden die in de standaardtaal ouderwets zijn (aanstonds 'straks', eerdaags 'binnenkort'). Deze kenmerken wijzen in de richting van nog ouderwetsere Hollandse dialecten als het Schevenings en het Katwijks. 
Het Westlands is de zangtaal van de Kromme Jongens. De Westlandse dialecten worden over het algemeen nog veel gebruikt door de bevolking en ook onder jongeren zijn ze populair.